# Игнасио Мате-Бланко
Игнасио Мате-Бланко (на испански: Ignacio Matte Blanco) е чилийски психиатър и психоаналитик, който развива идея за структура на несъзнаваното основана на правила, които позволяват да се разберат нелогическите аспекти на мисълта.

## Биография
Роден е на 3 октомври 1908 година в Сантяго де Чиле, Чили. Започва да учи в немската гимназия в Сантяго, а след това и в Университета в Чили. Завършва го през 1930 г. със специалност лекар-хирург.
Подлага се на анализа при Фернандо Аленде Наваро и след това заминава за Лондон. Там провежда супервайзерска анализа с Ана Фройд и Джеймс Стрейчи. През 1938 г. става член на Британското психоаналитично общество. През 1943 г. се връща в Чили и става един от основателите на Чилийското психоаналитично общество. Започва работа като професор в Чилийския университет до 1966 г.
Умира на 11 януари 1995 година в Рим, Италия, на 86-годишна възраст.

## Идеи
Мате Бланко изучава петте характеристики на несъзнаваното на Зигмунд Фройд и заключава, че ако несъзнаваното има логична характеристика трябва да има правила или всичко ще бъде в хаос. Все пак природата на характеристиката показва, че правилата се различават от конвенционалната логика. В „The Unconscious as Infinite Sets“ Мате Бланко предполага, че структурата на несъзнаваното може да бъде обобщена от принципа на генерализация и принципа на симетрия.
Под принципа на генерализация несъзнаваното възприема индивидуалните обекти като членове на класове или комплекти, които от своя страна се групират в по-общи класове. Това е съвместимо с конвенционалната логика. Непоследователността е представена от принципа на симетрия, при който взаимоотношенията са разглеждани като симетрични или обратими. Например асиметрично взаимоотношения, X е по-голямо от Y, става обратимо, така че Y е едновременно по-голямо от X.
Принципа на симетрия е изцяло отвъд конвенционалната логика, следователно Мате Бланко твърди, че тази алтернативна логика може да бъде наречена симетрична логика. Той посочва че „Ние винаги, в даден душевен продукт, се изправяме пред смес от логика на несъзнаваното с такава на предсъзнаваното и съзнанието“. Мате Бланко нарича тази смес от две логики „би-логика“ и посочва, че нашето мислене обикновено е би-логично, изразявайки и двата типа логика в различни степени.